# Alexandri
Alexandri o Alexandre (fl. XIII secolo) è stato trovatore, possibilmente attivo nella prima metà del XIII secolo, della cui vita e opera non si sa nulla, tranne il riferimento come coautore di un partimen con Blacasset.
           [Alexandri]

           En Blacasset, bon pretz e gran largueza

           avetz ab joi, a cui que plass' o pes,

           quar ien ho sai que no us platz escaseza,

     qu'a mi dones dos palafres....

     Pero be m platz, s'a vos plazia,

           que ja nuill temps no m dasetz vostr'aver,

           ab sol qu'el mieu no voillatz retener.

           [Blacassetz]

           Alixandri, s'anc mi prestetz, no us peza

           quar no us paguei, ieu sai com ho fares,

           so qu'aves dig que us dei ab gran largueza

           er tot vostre, sol de l'autre m sostes;

           e quar lo dons val mais qu'el pretz non fes,

     en mon causimen sia;

           ho si m rendes so c'aves dig per ver

           qu'ieu vos donei, rendrai vos vostr'aver.

  En Blacasset bon pretz

           [Alexandre]

           Si ab vos salvar mi podia,

           ja mais ab autre non perdria,

           qar ieu non vueilh, s'estiers puesc retener,

           mon bon amic perdre per mon aver.

           [Blacasset]

           Ab mi vos salveres tot dia

           qe no·n perdres, s'ieu no·n perdia;

           e podes mi per amic retener,

           sol non vulhaz so qe·m prestiestz aver!